# Ртенични мишић главе
Ртенични мишић главе (лат. musculus spinalis capitis) је парни мишић врата, који је локализован у трећем слоју задње стране његове мускулатуре. Слично већини других мишића овог слоја, он улази у састав веома сложеног мишића опружача кичме. То је нестални члан ове мишићне масе и налази се уз ивицу полуртеничног мишића главе.
Припаја се на љусци потиљачне кости и на ртним наставцима првих 5-6 торакалних кичмених пршљенова.
Инервисан је од стране задњих грана вратних живаца. Основна функција му се огледа у опружању (екстензији) главе при обостраној контракцији и њеном бочном савијању при унилатералном дејству.